# Conilurus penicillatus
Conilurus penicillatus és una espècie de mamífer rosegador de la família dels múrids. Viu a altituds de fins a 60 msnm a Austràlia i Papua Nova Guinea. El seu hàbitat natural són els boscos de plana. Està amenaçat per les espècies invasores, els gats ferals i la manca o l'excés d'incendis forestals, segons la regió. El seu nom específic, penicillatus, significa ‘dotat de flocs de pèls fins’ en llatí.